# 鄭東万
鄭 東万（チョン・ドンマン、朝鮮語: 정동만/鄭東萬、1965年7月18日 - ）は、大韓民国の政治家。第6代機張郡議会議員、第7代釜山広域市議会議員、第21・22代韓国国会議員を歴任した。

## 経歴
釜山大学校経営大学院修了。釜山機張青年会議所長、第6代機張郡議会議員、第7代釜山広域市議会議員、未来統合党・国民の力所属の第21・22代国会議員を務めた。

## エピソード
2021年、国会国土交通委員会の国政監査で仁川空港のゴルフ場の入札に国土交通相の金賢美の関与があったというふうに質疑したが、証拠として出したものは金長官が撮られた写真だけで説得力がなく、その後、批判を受けた。